# 本郷直樹
本郷 直樹（ほんごう なおき、1950年12月20日 - 2021年8月2日）は、日本の歌手、俳優。ニューセンチュリーレコード専属。福井県福井市出身。

## 来歴・人物
陸上自衛官を経て、1971年、日本テレビのオーディション番組『スターへばく進!!』に出場し、グランドチャンピオンを獲得。同年、RCAからシングル「燃える恋人」で歌手デビューし、その年の第13回日本レコード大賞新人賞を受賞。歌手活動の傍ら、時代劇、刑事ドラマにも多数出演するなど、俳優としても活躍した。
後に大手芸能事務所へ成長する「バーニングプロダクション」の所属第1号タレント（その後独立）。「バーニング」という社名は本郷のデビュー曲「燃える恋人」にちなんで設立時の「国際プロダクション」から改称したものだったと以前から噂されていたが、『週刊現代』の2016年11月26日号などに掲載された社長の周防郁雄のインタビューによれば「藤圭子を担当していたあるディレクターの方がバーニングという名前を考えてくれた」と話している。
2000年10月、脳内出血で倒れ、7か月の入院生活を送る。その後、奇跡のカムバックを果たしたが、今度は腎不全、胃潰瘍などの病魔に見舞われる。週3回の人工透析を受けながら歌手活動を再開したが、持病悪化のため2020年12月に左足を切断した。
2021年8月2日、通院先の病院で腎臓病の透析治療中に、体調が急変し心筋梗塞のため死去した。70歳没。

## ディスコグラフィ

### シングル
| #                          | 発売日          | A/B面 | タイトル                 | 作詞           | 作曲                   | 編曲                   | 規格品番    |
| RCA                        | RCA             | RCA   | RCA                      | RCA            | RCA                    | RCA                    | RCA         |
| -------------------------- | --------------- | ----- | ------------------------ | -------------- | ---------------------- | ---------------------- | ----------- |
| 1                          | 1971年 8月      | A面   | 燃える恋人               | 阿久悠         | 中村泰士               | 馬飼野俊一             | JRT-1178    |
| 1                          | 1971年 8月      | B面   | ラブロック万才           | 阿久悠         | 中村泰士               | 馬飼野俊一             | JRT-1178    |
| 2                          | 1972年 1月      | A面   | 恋のときめき             | 阿久悠         | 中村泰士               | 森岡賢一郎             | JRT-1200    |
| 2                          | 1972年 1月      | B面   | 何度も何度も愛したい     | 阿久悠         | 中村泰士               | 森岡賢一郎             | JRT-1200    |
| 3                          | 1972年 4月      | A面   | 朝の恋人                 | なかにし礼     | クリステル・ゲーリック | クリステル・ゲーリック | JRT-1221    |
| 3                          | 1972年 4月      | B面   | 昨夜の夢                 | なかにし礼     | クリステル・ゲーリック | クリステル・ゲーリック | JRT-1221    |
| 4                          | 1972年 7月      | A面   | 僕でいいなら             | 千家和也       | 浜圭介                 | ボブ佐久間             | JRT-1238    |
| 4                          | 1972年 7月      | B面   | 蒼い色した雨             | 漣健児         | 浜圭介                 | ボブ佐久間             | JRT-1238    |
| 5                          | 1972年 10月     | A面   | 二人のフィーリング       | 山上路夫       | 都倉俊一               | 都倉俊一               | JRT-1250    |
| 5                          | 1972年 10月     | B面   | 泣くことは何もない       | 山上路夫       | 都倉俊一               | 都倉俊一               | JRT-1250    |
| 6                          | 1973年 1月      | A面   | 青春の輝き               | 山上路夫       | 鈴木邦彦               | 横内章次               | JRT-1270    |
| 6                          | 1973年 1月      | B面   | 冬の並木路               | 山上路夫       | 鈴木邦彦               | 横内章次               | JRT-1270    |
| 7                          | 1973年 5月      | A面   | 愛ある説得               | 阿久悠         | 中村泰士               | 馬飼野俊一             | JRT-1288    |
| 7                          | 1973年 5月      | B面   | 空が晴れたら             | 阿久悠         | 中村泰士               | 馬飼野俊一             | JRT-1288    |
| 8                          | 1973年 11月     | A面   | あの日愛でなければ       | 有馬三恵子     | 川口真                 | 川口真                 | JRT-1317    |
| 8                          | 1973年 11月     | B面   | 吹き荒れた恋             | 有馬三恵子     | 川口真                 | 川口真                 | JRT-1317    |
| 9                          | 1974年 3月      | A面   | 愛の灯りは消えない       | 安井かずみ     | 馬飼野康二             | 馬飼野康二             | JRT-1338    |
| 9                          | 1974年 3月      | B面   | 別れの前夜               | さいとう大三   | 馬飼野康二             | 馬飼野康二             | JRT-1338    |
| 10                         | 1974年 6月      | A面   | 悲しみにつばをかけろ     | なかにし礼     | 菊池俊輔               | あかのたちお           | JRT-1360    |
| 10                         | 1974年 6月      | B面   | 国境の町                 | たかたかし     | 横内章次               | 横内章次               | JRT-1360    |
| 11                         | 1974年 12月     | A面   | 最后の切符               | 石原信一       | 森田公一               | 横内章次               | JRT-1393    |
| 11                         | 1974年 12月     | B面   | ラストショウ             | 石原信一       | 森田公一               | 横内章次               | JRT-1393    |
| 東宝レコード               |                 |       |                          |                |                        |                        |             |
| 12                         | 1976年 8月      | A面   | わがまま                 | 藤公之介       | 徳久広司               | 高田弘                 | AT-4003     |
| 12                         | 1976年 8月      | B面   | ひととせ                 | 藤公之介       | 徳久広司               | 高田弘                 | AT-4003     |
| 13                         | 1977年 5月      | A面   | 俺                       | 藤公之介       | 徳久広司               | 土田治一               | AT-4044     |
| 13                         | 1977年 5月      | B面   | 風の中のあいつ           | 藤公之介       | 徳久広司               | 土田治一               | AT-4044     |
| 14                         | 1977年 8月      | A面   | 返り咲き                 | 葵ゆうじ       | 川浪夕季               | 土田治一               | XT-1055     |
| 14                         | 1977年 8月      | B面   | 足跡                     | 藤公之介       | 川浪夕季               | 土田治一               | XT-1055     |
| 日本クラウン               |                 |       |                          |                |                        |                        |             |
| 15                         | 1989年 5月21日  | A面   | 俺は立つ                 | 結城忍         | 安藤実親               | 丸山雅仁               | CWA-524     |
| 15                         | 1989年 5月21日  | B面   | 釧路のあかり             | 結城忍         | 加納弘                 | 加納弘                 | CWA-524     |
| センチュリーレコード       |                 |       |                          |                |                        |                        |             |
| 16                         | 1993年 9月17日  | 01    | 寒桜                     | 結城忍         | 伊藤雪彦               | 南郷達也               | CEDC-10308  |
| 16                         | 1993年 9月17日  | 02    | 男の恋文                 | 結城忍         | 伊藤雪彦               | 南郷達也               | CEDC-10308  |
| 17                         | 1995年 5月21日  | 01    | 朝が来なけりゃいいものを | 松永宇内       | 佐義達雄               | 山木幸三郎             | CEDC-10515  |
| 17                         | 1995年 5月21日  | 02    | 紅                       | 小林進         | 山崎ひとし             | 花岡優平               | CEDC-10515  |
| ニューセンチュリーレコード |                 |       |                          |                |                        |                        |             |
| 18                         | 2005年 8月21日  | 01    | 心うらはら               | 小早詞すすむ   | 内山田洋               | 庄司龍                 | NCCE-50821  |
| 18                         | 2005年 8月21日  | 02    | 骨まで愛して             | 川内和子       | 文れいじ               | 庄司龍                 | NCCE-50821  |
| SVAC                       |                 |       |                          |                |                        |                        |             |
| 19                         | 2007年 2月21日  | 01    | 昔は俺も若かった         | 藤波研介       | 桧原さとし             | 庄司龍                 | SVCA-194    |
| 19                         | 2007年 2月21日  | 02    | ないないずくし           | 伊井田朗       | 五木ひろし             | 庄司龍                 | SVCA-194    |
| ニューセンチュリーレコード |                 |       |                          |                |                        |                        |             |
| 20                         | 2008年 5月1日   | 01    | マルガリータ             | なかむらまさし | 松井タツオ             | 松井タツオ             | NCCE-80521  |
| 20                         | 2008年 5月1日   | 02    | ふるさとの女             | 本庄光雄       | 久田八郎               | 松井タツオ             | NCCE-80521  |
| 20                         | 2008年 5月1日   | 03    | 一輪咲き                 | きたの要       | 西郷隆明               | 松井タツオ             | NCCE-80521  |
| 21                         | 2009年 5月21日  | 01    | さすらい                 | 十二村哲       | 北原じゅん             | 松井タツオ             | NCCE-90521  |
| 21                         | 2009年 5月21日  | 02    | ハーバーナイト長崎       | タカノシンゴ   | タカノシンゴ           | 松井タツオ             | NCCE-90521  |
| 21                         | 2009年 5月21日  | 03    | 松の木漬物小唄           | タカノシンゴ   | タカノシンゴ           | 松井タツオ             | NCCE-90521  |
| 22                         | 2010年 6月21日  | 01    | 小夜子                   | 吉田旺         | 杉本真人               | 松井タツオ             | NCCE-100621 |
| 22                         | 2010年 6月21日  | 02    | 未練の浮世舟             | なかはら宏明   | 平戸一平               | 松井タツオ             | NCCE-100621 |
| 22                         | 2010年 6月21日  | 03    | 孤独な旅人               | タカノシンゴ   | タカノシンゴ           | 松井タツオ             | NCCE-100621 |
| 22                         | 2010年 6月21日  | 04    | 霧笛が聞こえる酒場にて   | きたの要       | 塚本俊明               | 松井タツオ             | NCCE-100621 |
| 23                         | 2016年 12月21日 | 01    | おかみさん               | 橋本勝洋       | 松井タツオ             | 松井タツオ             | NCCE-161221 |
| 23                         | 2016年 12月21日 | 02    | 倖せさがそう             | 金井好夫       | 松井タツオ             | 松井タツオ             | NCCE-161221 |

### デュエット・シングル
| 発売日                     | デュエット   | 曲順         | タイトル       | 作詞         | 作曲         | 編曲         | 規格品番     |
| フリーボード               | フリーボード | フリーボード | フリーボード   | フリーボード | フリーボード | フリーボード | フリーボード |
| -------------------------- | ------------ | ------------ | -------------- | ------------ | ------------ | ------------ | ------------ |
| 2002年 3月27日             | 田中美妃     | 01           | 別れのグラス   | 藤波研介     | 水島正和     | 南郷達也     | FBDX-1004    |
| 2002年 3月27日             | 田中美妃     | 02           | どうかしてるわ | 藤波研介     | 水島正和     | 南郷達也     | FBDX-1004    |
| ニューセンチュリーレコード |              |              |                |              |              |              |              |
| 2009年 1月21日             | 美山れいみ   | 01           | 男嫌いと女嫌い | 長坂嘉明     | 川端マモル   | 川端マモル   | NCCE-90122   |

### アルバム

#### オリジナル・アルバム
1. 燃える恋人（1972年／JRS-7178）
2. 燃える恋人／さすらいのギター（2005年12月12日／NCCP-51221）

#### ベスト・アルバム
- GOLDEN☆BEST limited 本郷直樹（DQCL-562）

#### オムニバス・アルバム
- フリーボード 歌謡ヒット曲集（2003年11月6日／FBCX-1003）
  - 「別れのグラス」収録。
- あけろ!ケイサツだッ!!－アクションドラマ MUSIC FILE－（2004年4月21日／COCP-32618）
  - 「悲しみにつばをかけろ」収録。
- 阿久悠を歌った100人〜勝手にしやがれ〜（2007年11月5日／UICZ-8033）
  - 「燃える恋人」収録。

### タイアップ曲
| 年     | 楽曲                 | タイアップ                                          |
| ------ | -------------------- | --------------------------------------------------- |
| 1972年 | 二人のフィーリング   | フジテレビ系テレビドラマ「アイちゃんが行く!」挿入歌 |
| 1973年 | 青春の輝き           | フジテレビ系テレビドラマ「アイちゃんが行く!」主題歌 |
| 1974年 | 悲しみにつばをかけろ | 日本テレビ系テレビドラマ「白い牙」主題歌            |
| 1977年 | 俺                   | 東宝映画「俺の空」主題歌                            |
| 1977年 | 風の中のあいつ       | 東宝映画「俺の空」挿入歌                            |

## 俳優活動

### 映画
- 新・同棲時代－愛のくらし－（1973年、松竹）
- 高校生無頼控 突きのムラマサ （1973年、東宝）
- やさぐれ刑事（1976年、松竹）
- 餌食（1979年、東映） - 清水
- 激動の1750日（1990年、東映） - 四代目神岡組若頭 関矢義光
- 魚からダイオキシン!!（1992年、松竹） - マツモト
- 地獄堂霊界通信（1996年、東映） - 浜田甲一郎
- 修羅のみち4 北九州代理戦争（2002年、東映） - 関西山王組若頭補佐 小池昌平
- 極道はクリスチャン/修羅の抗争（2004年、knack）- 安本高次

### テレビドラマ
- アイちゃんが行く!（1973年、CX） - 鈴鹿杉夫
- てんつくてん（1973年、NTV）
- はぐれ刑事 第8話「裏切り」（1975年、NTV / 国際放映） - 横井保
- 長崎犯科帳 第25話「欲ボケ野郎は海へ沈めろ」（1975年、NTV / ユニオン映画） - 弥吉
- 特捜最前線（ANB / 東映）
  - 第16話「悲曲・断崖の女」（1977年）
  - 第342話「離婚届を持つ刑事!」（1983年）
  - 第449話「黙秘・墜ちた名門夫人!」（1986年）
  - 第479話「真夏の夜の悪夢・風呂好きの死体!」（1986年） - 滝沢マツオ
  - 第509話「神代警視正・愛と希望の十字架」（1987年）
- 人形佐七捕物帳 第34話「逆夢を買った女」（1977年、ANB / 東映） - 綱吉
- 大江戸捜査網（12ch / 三船プロ）
  - 第341話「姿なき闇の仕掛人」（1978年） - 黒木周之助
  - 第428話「運命に泣く親子の慕情」（1980年） - 佐太郎
  - 第625話「兇悪軍団怒る! 偶然の恐怖」（1983年） - 喜助
  - 新 大江戸捜査網 第22話「恐怖! 妖女軍団」（1984年9月1日） - 佐竹庄太郎
- 江戸の鷹 御用部屋犯科帖 第24話「絶唱! 大空に舞う黒髪」（1978年、NET / 三船プロ）
- 大都会 PARTIII 第8話「野獣の叛乱」（1978年、NTV / 石原プロ） - 大場俊彦
- 土曜ワイド劇場 （ANB）
  - 目撃者なし（1978年）
  - 赤いさそりの美女 江戸川乱歩の妖虫（1979年）
  - 映画スター殺人事件 花嫁のさけび（1981年）
  - 松本清張の事故（1982年）
  - 佐渡が島殺人事件 殺しの現場を激写した女カメラマン（1986年）
- チェックメイト78 第8話「蟻と虚れる警部」（1978年、ABC / テレパック）
- ポーラテレビ小説 / からっ風と涙（1979年、TBS） - 上泉昴(青年時代)
- ザ・ハングマンシリーズ（ABC / 松竹芸能）
  - ザ・ハングマン 燃える事件簿 第1話「七つの黒バラ」（1980年） - 林田岬
  - ザ・ハングマン6 第2話「剣山入りパイを顔面に投げよ!」（1987年） - 石井（元傭兵）
  - ハングマンGOGO 第8話「夏の夜の悪夢! 恐怖の怪奇ホテル」（1987年） - 内海秀人（バーマスター）
- 新五捕物帳（NTV / ユニオン映画）
  - 第25話「闇の顔をあばけ」（1978年） - 吉川市之進
  - 第158話「情で晴らす不義の仲」（1981年） - 芳次郎
- 必殺シリーズ（ABC / 松竹）
  - 翔べ! 必殺うらごろし 第16話「病床で危篤の男が銭湯にいた!」（1979年） - 利助
  - 必殺仕事人
    - 第27話「死を賭けて虎の尾が踏めるのか?」（1979年）- 杉江茂宗
    - 第46話「怨技 非業竹光刺し」（1980年）- 大槻和馬
    - 第81話「捜し技 高利蟻地獄斬り」（1981年）- 堀田新三郎

  - 新・必殺仕事人
    - 第7話「主水 女の気持わかります」（1981年）- 清吉
    - 第33話「主水 粗食に我慢する」（1982年）- 奥平真之助

  - 必殺仕事人III 第21話「赤ん坊を拾ったのは三味線屋おりく」（1983年） - 吉造
  - 必殺仕事人IV 第21話「主水 仲人を頼まれる」（1984年） - 倉田
  - 必殺仕事人V・激闘編 第10話「主水 雀の丸焼きを食べる」（1986年） - 相良平四郎
  - 必殺仕事人V・旋風編 第14話「主水、大奥の鶴を食べて失業する」（1987年）- 山口俊助
- 鉄道公安官 第7話「こだま最終便の秘密」（1979年、ANB / 東映）
- 駆け込みビル7号室 第9話（1979年、CX / 三船プロ）- 沢井
- ザ・スーパーガール 第19話「裸で狼の群れと闘え」 （1979年、12ch / 東映） - 柴田光男
- 非情のライセンス 第3シリーズ 第19話「兇悪の声紋・カーフェリー爆破三秒前!」（1980年、ANB / 東映）- 風見章二
- 服部半蔵・影の軍団 第3話「悪魔が呼んだ奥州路」（1980年、KTV） - 新之助
- ミラクルガール 第19話「地上最強の美女対必殺邪拳」（1980年、12ch / 東映） - オカ
- 長七郎天下ご免! 第51話「影が狙った振り袖剣法」（1980年、ANB / 東映）- 青山伊織
- 木曜ゴールデンドラマ （NTV）
  - 赤い稲妻 将軍吉宗の母を救え! 影の忍者軍団決死の(秘)作戦（1981年）
  - 非行主婦・アル中の女（1982年、YTV）
  - 不倫・この愛が裁けますか（1984年、YTV）
  - 遅れてきた年賀状（1985年、YTV）
- 太陽にほえろ! 第487話「ケガの功名」（1981年、NTV / 東宝） - 坂井明夫（坂田泰弘）
- 闇を斬れ 第3話「夜伽女の怨みぶし」（1981年、KTV / 松竹） - 利吉
- 影の軍団III 第6話「夜光る顔」（1982年、KTV）
- 大岡越前（TBS / C.A.L）
  - 第6部 第31話「呪われた縁談」（1982年10月4日） - 佐助
  - 第10部 第10話「命を賭けた悲哀の捕縄」（1988年5月2日） - 新助
  - 第11部 第19話「目撃者は名乗れぬ女」（1990年8月27日） - 木曽屋条太郎
  - 第13部 第24話「伊織を狙う狐面の女」（1993年4月26日） - 宗太郎
  - 第14部 第8話「将軍狙った男の涙」（1996年8月5日）- 青山九太夫
- 眠狂四郎 円月殺法 第16話「悪女志願! 美男剣」（1983年、TX） - 直次郎
- 暴れん坊将軍シリーズ（ANB / 東映）
  - 暴れん坊将軍II
    - 第30話「喧嘩纒は俺が振る!」（1983年） - 卯之吉
    - 第152話「おんな大学 新さん疑惑の夜働き!?」（1986年） - 相川作之進

  - 暴れん坊将軍III
    - 第40話「吉宗が怒った役人天国!」（1988年） - 寺内鉄之助
    - 第69話「浮世哀しやあだ花の女!」（1989年） - 弥蔵

  - 暴れん坊将軍IV
    - 第28話「吉宗を狙う女剣士」（1991年） - 高見沢兵馬
    - 第56話「誇り高き逃亡者!」（1992年） - 山内甚内
- 右門捕物帖 第24話「大川恋唄」（1983年、NTV / ユニオン映画）
- 斬り捨て御免! 第3シリーズ 第19話 - 第21話（1983年、TX / 歌舞伎座テレビ） - 喜之助
- 西部警察 PART-III 第3話「暴走! 幻のシルクロード」（1983年、ANB / 石原プロ） - 堀田和人
- 水戸黄門（TBS / C.A.L）
  - 第14部 第33話「じゃじゃ馬娘の婿選び・姫路」（1984年6月11日） - 脇田与一郎
  - 第18部 第27話「妻が守った夫の武士道・掛川」（1989年3月20日） - 川北玄蕃
  - 第20部 第22話「酔いどれ幸助涙の仇討ち・鹿児島」（1991年4月8日） - 横堀剛輔
  - 第21部 第31話「男意気地の仇討ち悲願・岩槻」（1992年11月2日） - 森川良介
  - 第24部 第13話「無念晴らした仇討ち旅・高鍋」（1995年12月11日） - 細井甚十郎
  - 第25部 第30話「哀しい疵を抱く女・本荘」（1997年7月21日） - 境田音次郎
- 夫婦ねずみ今夜が勝負! 第10話（1984年、TX）
- 誇りの報酬 第7話「女を追うなら徹底的に」（1985年、NTV / 東宝） - 梶本
- 傑作推理スペシャル「浴室の死美人 青年美容師が仕組んだ完全犯罪! 冷凍美女のトリック」（1985年、ANB）
- 長七郎江戸日記（NTV / ユニオン映画）
  - 第59話「反骨武士は死なず」（1985年） - 喜作
  - 第118話「長七郎最後の対決」（1986年） - 江口房之助
- 遠山の金さんII 第3話「真珠の女・青い海が泣いてます!」（1985年、ANB / 東映） ※高橋英樹版
- 木曜ドラマストリート「あぶない課外授業 少女が知った父の秘密 16歳恐怖の初体験」（1986年、CX）
- 私鉄沿線97分署 第84話「愛の逃亡・サファリでチョン!」（1986年、ANB / 国際放映）
- ベイシティ刑事 第2話「ヨコハマに消えた女」（1987年、ANB / 東映）
- 忠臣蔵異聞 生きていた吉良上野介（1987年、ANB）
- 少女コマンドーIZUMI 第6話「伝説の悪! サソリ」（1987年、CX / 東映） - 沢田署長
- 若大将天下ご免! 第2話「紅かんざしに燃えた剣!」（1987年、ANB / 東映） - 鳥居左馬助
- 大都会25時 第15話「レイプ! 哀しみの花嫁衣装」（1987年、ANB / 東映）
- あきれた刑事 第6話「贋礼狂乱」（1987年、NTV / セントラル・アーツ） - 香坂
- 三匹が斬る! 第19話「春一番! 旗本三悪人ころし節」（1988年、ANB / 東映） - 土屋銑十郎
- 続・三匹が斬る! 第17話「評判の、早春蘭が死を招く!」（1989年、ANB / 東映） - 長次
- ザ・刑事 第5話「熱き友情! 南米から来た謎の男!」（1990年、ANB / 東宝）
- 名奉行 遠山の金さん（ANB / 東映）
  - 第3シリーズ 第6話「謎の美人幽霊」（1990年） - 斉藤典膳
  - 第5シリーズ 第11話「公金を横領した武士の妻」（1993年） - 権藤兵庫
- 時代劇スペシャル「文五捕物絵図 男坂界隈」（1991年、NTV / C.A.L）
- 代表取締役刑事 第30話「長いお別れ」（1991年、ANB / 石原プロ）
- はぐれ刑事純情派 第4シリーズ 第24話「女検事の恋 ラブホテルで殺された少年」（1991年、ANB / 東映） ‐ 三上健次
- 銭形平次 第2シリーズ 第15話「封印の罠」（1992年、CX / 東映） - 針目庄三郎 ※北大路欣也版
- テレビ東京月曜9時枠の連続ドラマ「女は二度生まれる」（1991年、テレビ東京）
- 殿さま風来坊隠れ旅 第6話「おらんだ遊女の夢」（1994年、ANB / 東映） - 赤坂

### Vシネマ
- ジャック パチスロ闇の帝王（1993年）
- 淫殺の虜（1995年）
- 七人のスロッター（2000年） - アイランドの店長
- 実録・山陽道やくざ戦争 手打ち破り（2001年） - 兵庫県警 刑事部捜査四課課長 警視 井上正満
- 愛が泣いている さすらい（2001年（DVD）、監督・脚本・出演：村西とおる）※清水健太郎・岡崎二朗と共演。
- 大脱獄（2002年） - 石岡組幹部（北原の兄貴分）
- 暴力水滸伝（2014年）
- 地獄麻雀 好色バトルロワイアル168時間（2015年）
- キングダム 〜首領になった男〜1-6（2019年 - 2020年） - 難波 三輪組組長 三輪常松

## テレビ番組
- スター千一夜（CX）
- 夜のヒットスタジオ（CX）
- 8時だョ!全員集合（TBS）
- ダウンタウンのごっつええ感じ（CX）
- THEわれめDEポン（CX）
- NTV紅白歌のベストテン（NTV）
- 気分はパラダイス（TX）
- この人この歌（NHK BS-2）

ほか多数

## 著書
- エルヴィス・プレスリーと呼ばれて バーニングプロ第一号タレントの告白（2004年8月、モッツ出版）ISBN 978-4944214334

## 受賞歴
- 第13回日本レコード大賞 新人賞（1971年）
- 第4回新宿音楽祭 敢闘賞（1971年）